# سواتيليكا سينجوبتا
سواتيليكا سينجوبتا (بالبنغالية: স্বাতীলেখা সেনগুপ্ত)‏ هي ممثلة هندية، ولدت في سنة 1950 بمدينة الله آباد بولاية أتر برديش. من الجوائز التي نالتها جائزة سانجيت ناتاك أكاديمي ‏.

## جوائز
- جائزة سانجيت ناتاك أكاديمي [الإنجليزية]‏

## وصلات خارجية
- سواتيليكا سينجوبتا على موقع IMDb (الإنجليزية)
- سواتيليكا سينجوبتا على موقع قاعدة بيانات الفيلم (الإنجليزية)